# Clave de un solo uso
Una clave de un solo uso como su nombre indica sólo se usa una vez. En caso de que sea interceptada y haya sido usada, ya no funcionará.
Normalmente se generan mediante un algoritmo y no se recurre a la imaginación del usuario.
Los métodos para obtener claves de un solo uso son:
- Usar una calculadora que da claves sincronizadas en el tiempo con las servidor. Ambos utilizar el mismo algoritmo y por tanto la clave de la calculadora y la esperada por el servidor coinciden.
- Petición por teléfono móvil. Algún banco envía la clave de un solo uso al móvil, en un SMS.

Otros métodos para usar una distinta identificación cada vez, aunque en algunos casos se repitan, son:
- Dar los dígitos o caracteres de una clave que se indiquen. Con lo que sólo se da parte de la clave.
- Una variedad de esta es mediante una tarjeta con una tabla con números. Se seleccionan la columna y fila que se indiquen y se da los valores de la celda o casilla en la que se cruzan ambas, columna y fila indicadas.

- Datos: Q5772282